# Días contados (película de 1994)
Días contados es una película española dirigida por Imanol Uribe, basada en la novela homónima de Juan Madrid que se estrenó en 1994, y ganadora de la Concha de Oro a la mejor película del Festival Internacional de Cine de San Sebastián y de 8 Premios Goya en la IX edición (1995).

## Argumento
Días contados es una historia de amor entre dos personas que viven al límite. Antonio es un terrorista de ETA, que camuflado como fotógrafo de prensa planea un atentado en Madrid. Aunque ya no cree en la causa está atrapado en la dinámica de destrucción cuando conoce y se enamora de Charo, doce años menor que él, una prostituta que casi ha cruzado esa frontera irreversible de la droga, y que a pesar del ambiente sórdido en el que ha crecido no puede ocultar la ingenuidad propia de sus dieciocho años. Charo desconoce las actividades terroristas de Antonio y hace vislumbrar a este una vida fuera de la organización. Pero las cosas se complican para Antonio cuando es identificado por la policía y su foto aparece en la televisión, siendo reconocido por uno de los amigos drogadictos de Charo, Lisardo, que lo delata.

## Palmarés cinematográfico
Festival Internacional de Cine de San Sebastián
| Año  | Categoría                         | Persona                           | Resultado |
| ---- | --------------------------------- | --------------------------------- | --------- |
| 1994 | Concha de Oro a la mejor película | Concha de Oro a la mejor película | Ganadora  |
| 1994 | Concha de Plata al mejor actor    | Javier Bardem                     | Ganador   |

IX edición de los Premios Goya
| Categoría                     | Persona                        | Resultado |
| ----------------------------- | ------------------------------ | --------- |
| Mejor película                | Mejor película                 | Ganadora  |
| Mejor director                | Imanol Uribe                   | Ganador   |
| Mejor actriz protagonista     | Ruth Gabriel                   | Nominada  |
| Mejor actor protagonista      | Carmelo Gómez                  | Ganador   |
| Mejor actriz de reparto       | Candela Peña                   | Nominada  |
| Mejor actor de reparto        | Javier Bardem                  | Ganador   |
| Mejor actriz revelación       | Ruth Gabriel                   | Ganadora  |
| Mejor actriz revelación       | Candela Peña                   | Nominadas |
| Mejor actriz revelación       | Elvira Mínguez                 |           |
| Mejor actor revelación        | Pepón Nieto                    | Nominado  |
| Mejor guion adaptado          | Imanol Uribe                   | Ganadora  |
| Mejor fotografía              | Javier Aguirresarobe           | Nominado  |
| Mejor montaje                 | Teresa Font                    | Ganadora  |
| Mejor dirección artística     | Félix Murcia                   | Nominado  |
| Mejor dirección de producción | Andrés Santana                 | Nominado  |
| Mejor diseño de vestuario     | Helena Sanchís                 | Nominado  |
| Mejor maquillaje y peluquería | Romana González Josefa Morales | Nominadas |
| Mejor sonido                  | Gilles Ortion John Hayward     | Nominados |
| Mejor efectos especiales      | Reyes Abades                   | Ganador   |

Premios Sant Jordi
| Categoría               | Persona                 | Resultado |
| ----------------------- | ----------------------- | --------- |
| Mejor película española | Mejor película española | Ganadora  |

## Localizaciones de rodaje
La película se rodó en Madrid y una parte en Granada.

## Reparto
| Intérprete              | Personaje                                 |
| ----------------------- | ----------------------------------------- |
| Carmelo Gómez           | Antonio                                   |
| Ruth Gabriel            | Charo                                     |
| Javier Bardem           | Lisardo                                   |
| Karra Elejalde          | Rafa                                      |
| Candela Peña            | Vanesa                                    |
| Elvira Mínguez          | Lourdes                                   |
| Pepón Nieto             | Ugarte                                    |
| Joseba Apaolaza         | Carlos                                    |
| Chacho Carreras         | Portugués                                 |
| Pedro Casablanc         | Alfredo                                   |
| Raquel Sanchís          | Rosa                                      |
| David Pinilla           | Matías                                    |
| Pepe Colmenero          | Policía Joven                             |
| Marga Sánchez           | Clara                                     |
| Mariola Fuentes         | Artista Callejera                         |
| José Martorell          | Artista Callejero                         |
| Gloria Sirvent          | Bárbara                                   |
| Encarnación Piedrabuena | María                                     |
| Francisco Videto        | Mercero                                   |
| Álvaro Gómez            | Guardia Civil                             |
| Leopoldo Casares        | Recepcionista                             |
| Reyes Abades            | Vagabundo                                 |
| José Coromina           | Hombre entrevistado en lugar del atentado |
| Pietro Olivera          |                                           |
| Imán Padellano          |                                           |